# Mupparna i rymden
Mupparna i rymden (engelska: Muppets from Space) är en amerikansk science-fiction komedifilm från 1999 i regi av Tim Hill.

## Handling
Gonzo hittar ett meddelande om att han ska spana mot himlen, han får se två fiskar som berättar att han är en utomjording som snart ska hämtas av sina föräldrar.

## Om filmen
Filmen är inspelad i Wilmington, North Carolina och hade världspremiär i USA den 14 juli 1999. Den hade svensk premiär den 17 december samma år och är barntillåten.

## Rollista i urval
- Dave Goelz - Gonzo, Dr. Bunsen Honeydew, Waldorf, Fågelmannen, Svenske kocken, Zoot (röster)
- Steve Whitmire - Kermit, Rizzo, Beaker, Kosmisk fisk 1, Bean Bunny, Beach Hippie (röster)
- Bill Barretta - Pepe, Bobo, Johnny Fiama, Bubba, Kosmisk fisk 2 Dr. Teeth, Rowlf (röster)
- Jerry Nelson - Robin, Statler, Ubergonzo, Floyd (röster)
- Brian Henson - Dr. Phil Van Neuter, Sal Minella, talande smörgås (röster)
- Kevin Clash - Clifford (röst)
- Frank Oz - Miss Piggy, Fozzie, Animal, Sam, Svenske kockens händer (röster)
- Jeffrey Tambor - K. Edgar Singer
- F. Murray Abraham - Noak
- Rob Schneider - TV-producent
- Ray Liotta - vakt
- David Arquette - Dr. Tucker
- Andie MacDowell - Shelley Snipes
- Hulk Hogan - man i svart
- Katie Holmes - strandscenen (ej krediterad)

### Svenska röster
- Dan Bratt - Rentro
- Fredrik Dolk - K. Edgar Singer, Scooter, Dr. Teeth, Agent Barker
- Lena Ericsson - Förälskad vakt
- Ulf Peder Johansson - Rizzo, Waldorf, Dr. Bunsen Honeydew, Animal, Noak
- Bo Christer Hjelte - Bubba, Grindvakten
- Ulf Källvik - Gonzo, Fåglis
- Kenneth Milldoff - Clifford, Svenske kocken, Generalen, Flink, Talande smörgås
- Håkan Mohede - Beaker, Kosmiska fiskarna, TV-Chefen, Skakis
- Anja Schmidt - Sandra Snip, TV-Scenchefen
- Roger Storm - Fozzie, Statler, Hulk Hogan, Dr. Tucker
- Anders Öjebo - Kermit, Miss Piggy, Sam the Eagle, Robin
- Olli Markenros - Dr. Phil van Neuter
- Jan Modin - Pepe, Ubergonzo

## Musik i filmen
- Brick House, skriven av Thomas McClary, Milan Williams, Walter Orange, Lionel Richie, Ronald LePread och William King, framförd av The Commodores
- Celebration, skriven av Ronald Bell, Claydes Smith, George Funky Brown, J.T. Taylor, Robert Spike Mickens, Earl Toon, Dennis D.T. Thomas, Robert Kool Bell och Eumir Deodato, framförd av the Alien Gonzos
- Dazz, skriven av Ray Ransom, Eddie Irons och Reginald Harris framförd av Garrett Dutton och Special Sauce
- Flashlight, skriven av George Clinton, Bernard Worrell och Bootsy Collins, framförd av George Clinton och Pepe
- The Gambler, skriven av Don Schlitz
- Getaway, skriven av Peter Cor och Beloyd Taylor, framförd av the Getaway People
- Get Up Offa That Thing, skriven av Deanna Brown, Deidra Brown och Yamma Brown, framförd av James Brown
- It's Your Thing, skriven av Rudolph Isley, Ronald Isley och O'Kelly Isley, framförd av The Isley Brothers
- Outa-Space, skriven av Billy Preston och Joe Greene, framförd av Billy Preston
- Shining Star, skriven av Maurice White, Philip Bailey och Larry Dunn framförd av the Dust Brothers featuring Jeymes
- Shining Star, skriven av Maurice White, Phillip Bailey och Larry Dunn, framförd av the Dust Brothers featuring Jeymes
- Temat från Star Trek, skriven av Alexander Courage och Gene Roddenberry
- Survival, skriven av Kenny Gamble och Leon Huff, framförd av The O'Jays